# Жан-Батист Таверньє

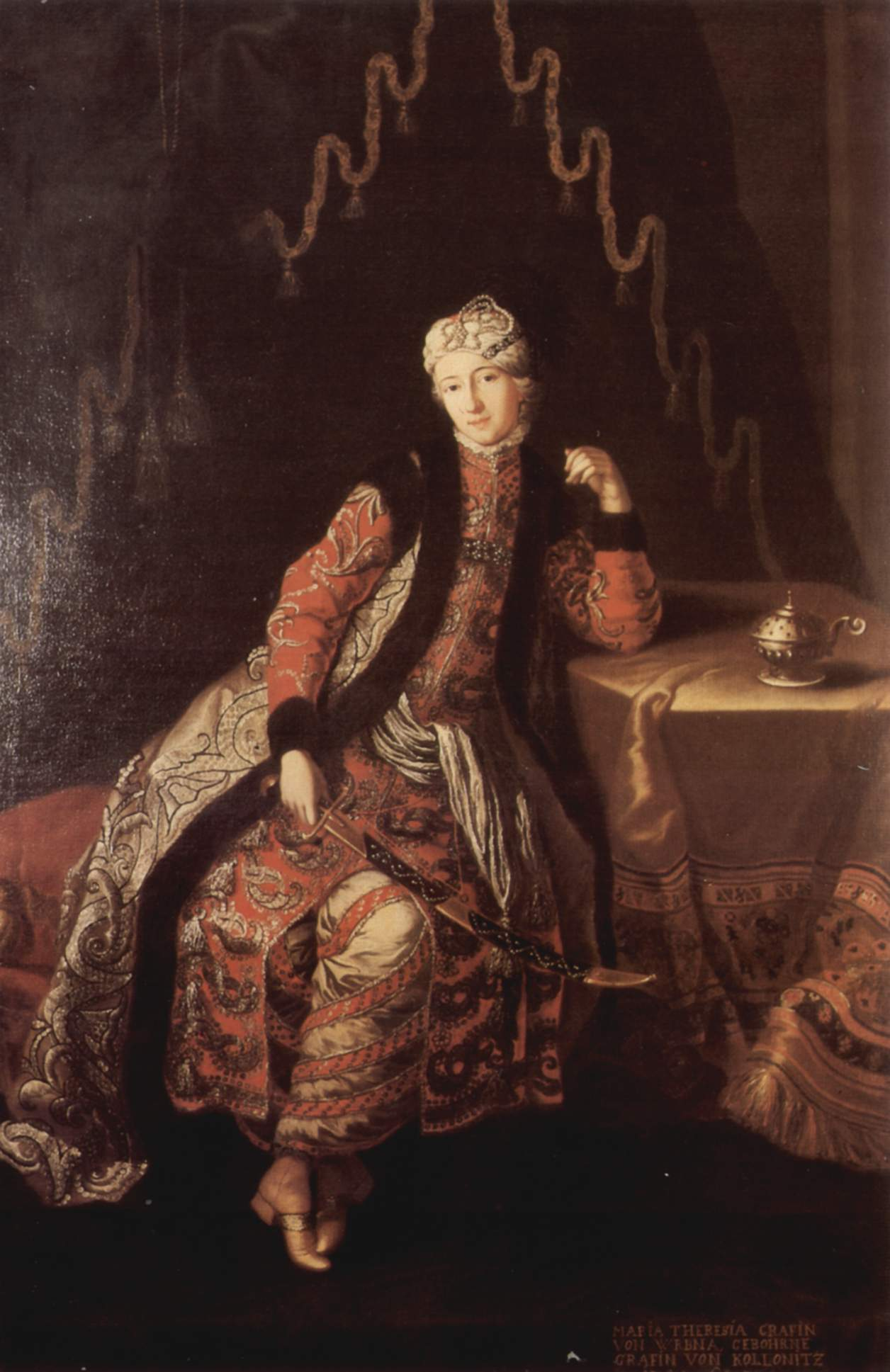
Таверньє у східному вбранні на портреті роботи Ларжильєра

 Жан-Батист Таверньє (Jean-Baptiste Tavernier; 1605–1689) — французький купець, який тримав у своїх руках європейську торгівлю діамантами з Індією.

## Життєпис
У торговельних справах зробив п'ять подорожей в Індію, подолавши на своєму шляху більш 240 000 км.
Таверньє народився в Парижі в родині торговців-протестантів з Антверпена. До 16 років він уже об'їхав у торговельних справах прилеглі до Франції країни. На службі у імператорського намісника Угорщини, юний Таверньє був присутній при бойових діях проти турків. Потім перебував на службі в мантуанських герцогів з дому Гонзага.
В 1630 задумав побачити Схід, для чого в компанії трьох місіонерів відплив убік Стамбула. Він проїхав через Ерзурум і Баку до Ісфахана, звідки повернувся через Багдад і Алеппо у Париж (в 1633). Після повернення, ймовірно, пішов на службу до Гастона Орлеанського.
У вересні 1638 р. Таверньє знову вирушив на Схід. Досягнувши Персії, він поїхав далі на схід в Індію, де відвідав двір Шах Джахана в Агрі і знамениту своїми алмазними копальнями Голконду. Таверньє скуповував у місцевих князів діаманти для того, щоб перепродати їх зі значним прибутком у Європі. Саме він привіз у Європу знаменитий французький блакитний діамант.
Згодом він чотири рази навідувався в Індію з метою скупки дорогоцінних каменів: в 1651–55, 1657–62, 1664–68 рр. Найбільш відома з цих подорожей друга, під час якої він досяг берегів Яви, а в Європу повернувся, обігнувши мис Доброї Надії. Його торговельними партнерами в цей період були голландці.
Торговельно-посередницька діяльність Таверньє була досить прибуткова. Він був представлений Людовику XIV, отримав дворянський сан і на зібрані кошти придбав титул барона. Після одруження на дочці паризького ювеліра, Таверньє полишив мандрівки і взявся за написання мемуарів, що містять, крім іншого, опис Японії і В'єтнаму за спогадами брата й інших мандрівників.
Наприкінці життя 83-літній торговець, із причин, які дотепер викликають спори істориків, виїхав з Парижа в Копенгаген з наміром звідти проїхати до Персії. Він помер, проїжджаючи через Москву, де, очевидно, й був похований.
Під впливом розповідей Таверньє та його книги з описом індійських алмазів видатний дрезденський золотар Йоганн Дінглінгер створив свій неперевершений шедевр — мініатюру «Королівський двір у Делі в день народження Великого Могола Аурангзеба».

## Оцифровані книги Таверньє

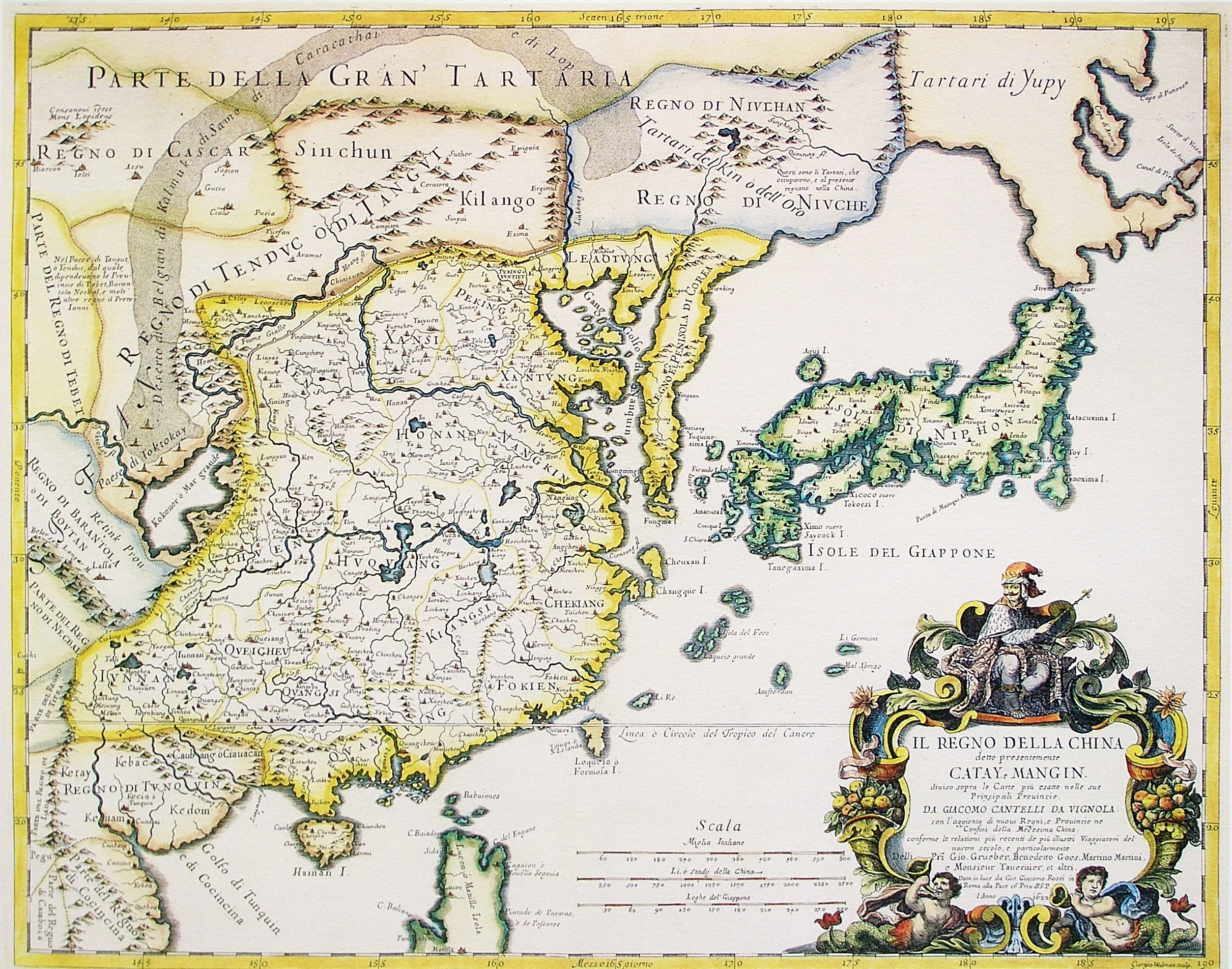
Італійська карта (1682 р.), в якій є посилання на Таверньє

- Les Six Voyages de Jean Baptiste Tavernier, écuyer baron d'Aubonne, qu'il a fait en Turquie, en Perse, et aux Indes, pendant l'espace de quarante ans, & par toutes les routes que l'on peut tenir : accompagnez d'observations particulieres sur la qualité, la religion, le gouvernement, les coutumes & le commerce de chaque païs; avec les figures, le poids, & la valeur de monnoyes qui y ont court, Gervais Clouzier, Paris, 1676 Texte en ligne 1 [Архівовано 11 червня 2014 у Wayback Machine.] 2 [Архівовано 11 червня 2014 у Wayback Machine.] Illustrations en ligne 1 [Архівовано 11 червня 2014 у Wayback Machine.] 2 [Архівовано 11 червня 2014 у Wayback Machine.]
- Recueil de plusieurs relations et traitez singuliers et curieux de J.B. Tavernier, chevalier, baron d'Aubonne. Qui n'ont point esté mis dans ses six premiers voyages. Divisé en cinq parties. Avec la relation de l'intérieur du serrail du Grand Seigneur suivant la copie imprimée à Paris, Genève, Club des libraires de France, Le cercle du bibliophile, 1970. Texte en ligne [Архівовано 8 березня 2022 у Wayback Machine.] Illustrations en ligne [Архівовано 25 жовтня 2009 у Wayback Machine.]

## Інтернет-ресурси
- Describing Tavernier's travels in India, including his trade in gems, diamonds and visits to Maharadja's [Архівовано 1 січня 2008 у Wayback Machine.] Tavernier: Travels in India (English Translation), Oxford University Press, Humphrey Milford, Translated by Ball, London 1925.
- Tavernier part II + appendices on Koh-I-Noor, diamonds and diamond and gold mining [Архівовано 20 серпня 2014 у Wayback Machine.]. Both Volumes translated from Le Six Voyages de J. B. Tavernier (2 vols. 4to, Paris, 1676)
- http://www.thefrenchblue.com [Архівовано 21 грудня 2021 у Wayback Machine.] . Website:  Novel describing Tavernier's Six Voyages with article on history of the Great Blue diamond and timeline of Tavernier's life
- фрагменти в українському перекладі https://staraukraina.blogspot.com/2021/08/i.html [Архівовано 11 листопада 2021 у Wayback Machine.]